# Центральное ядро «Москва-Сити»
Центра́льное ядро́ — одно из самых сложных по конструкции строений ММДЦ «Москва-Сити», расположено на участках 6, 7 и 8. Центральное ядро делится на две части: подземную и надземную.

## Подземная часть
Подземная часть конструкции сооружена в 1998—2002 годах компанией Ингеоком, причём во время строительства был выкопан самый большой котлован Европы. В неё входит пересадочный узел метрополитена с тремя станциями «Деловой центр» Филёвской, Солнцевской и Рублёво-Архангельской линии, включая ответвление Филёвской линии (проектировалось как линия «мини-метро»), включённой в первую очередь строительства. В подземной части расположены также автостоянка на 2750 машиномест и технические помещения. Подземное общественное пространство занимает торговый комплекс, представляющий собой развитую многофункциональную торговую зону, а также вестибюли метро с пешеходными зонами и переходами в здания, расположенные на соседних участках. С западной стороны Центрального ядра расположена VIP-стоянка.

## Наземная часть

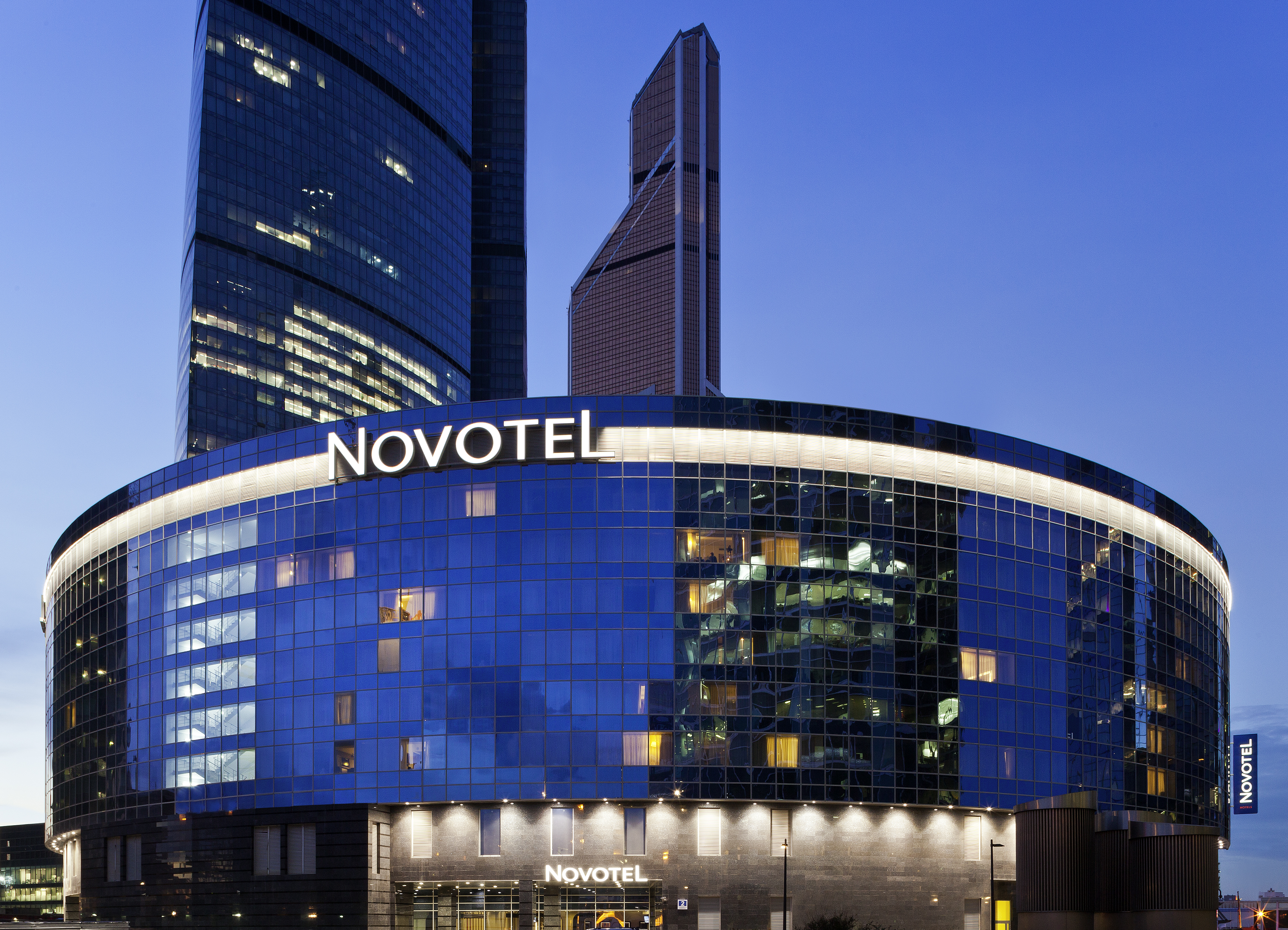
Гостиница

Наземная часть разделена на три функциональных зоны: Гостиница — на участке 8а; Торгово-развлекательный комплекс — на участках 8б и 7; Киноконцертный зал вместимостью около 6000 человек — на участке 6.

### Гостиница
Гостиница строится за счёт привлеченных средств, причём объём капитальных вложений составит около 50—55 млн $. Гостиница имеет пять лестнично-лифтовых блоков, соединяющих надземные этажи гостиницы с подземными автостоянками и предприятиями торговли. На территории объекта предполагается разместить апартаменты, рестораны, зимние сады, террасы, технические и вспомогательные помещения.

### «АфиМолл Сити»

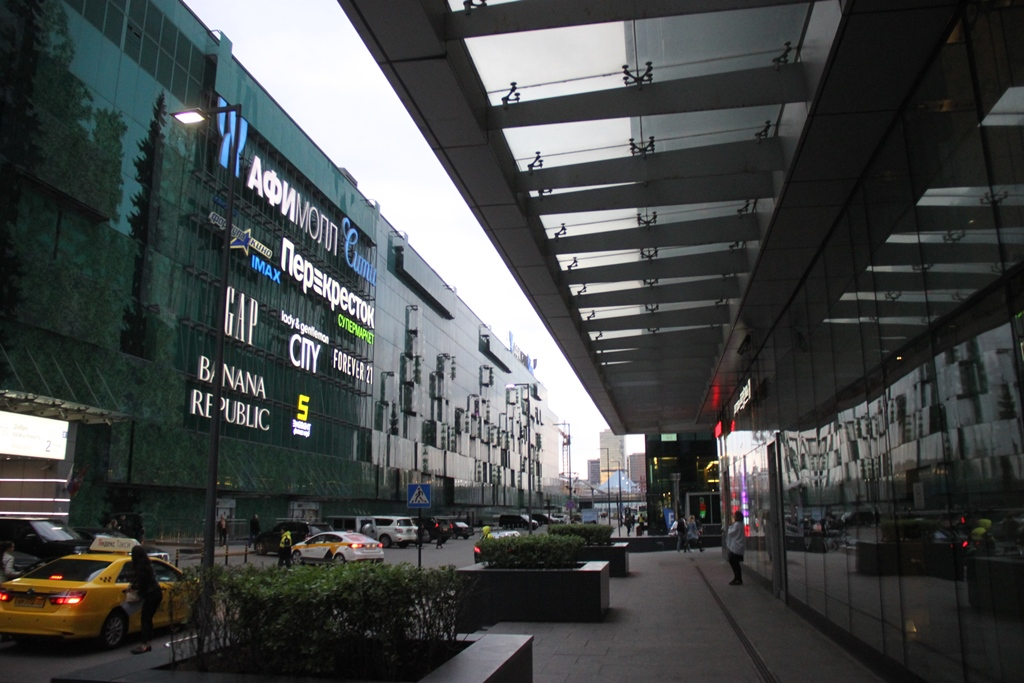
«АфиМолл Сити»

Торгово-развлекательный комплекс «АфиМолл Сити» расположен в центральной части здания на участках 8б и 7. Он разделён на четыре зоны, отражающие концептуально времена года. Объём комплекса образован фронтальными 5-этажными 4-модульными объёмами. Комплекс включает в себя торговую и выставочную зоны, зрелищно-развлекательную, парк, каток, выставки, предприятия питания, торговые и развлекательные помещения, галереи, рестораны. Главное рекреационное пространство накрыто стеклянным куполом. Частичное открытие состоялось в марте 2011 года. Дата торжественного открытия — 22 мая 2011 года.

### Киноконцертный зал
Киноконцертный зал расположен на участке 6 и рассчитан на проведение значимых зрелищных мероприятий, гала-концертов, форумов, массовых торжеств. Круглый в плане зал имеет трансформируемую сценическую часть, раскрываемую, в случае необходимости. Входы в зал осуществляются через вестибюли. Объём капитальных вложений составит около 120—140 млн $. Концертный зал украсят самые большие в мире часы.

## Разное
- Общая площадь сооружения: 450 000 м²
- Объём инвестиций в проект: 300 млн $

30 мая 2018 года заместитель мэра Москвы по вопросам градостроительной политики и строительства Марат Хуснуллин заявил, что строительство центрального ядра комплекса будет закончено в течение четырёх лет. При этом в ближайшие месяцы в комплексе «Москва-Сити» планируют начать строить самую большую башню в Европе. В сообщениях СМИ не уточнено, какой участок строительства имелся в виду.

## Галерея

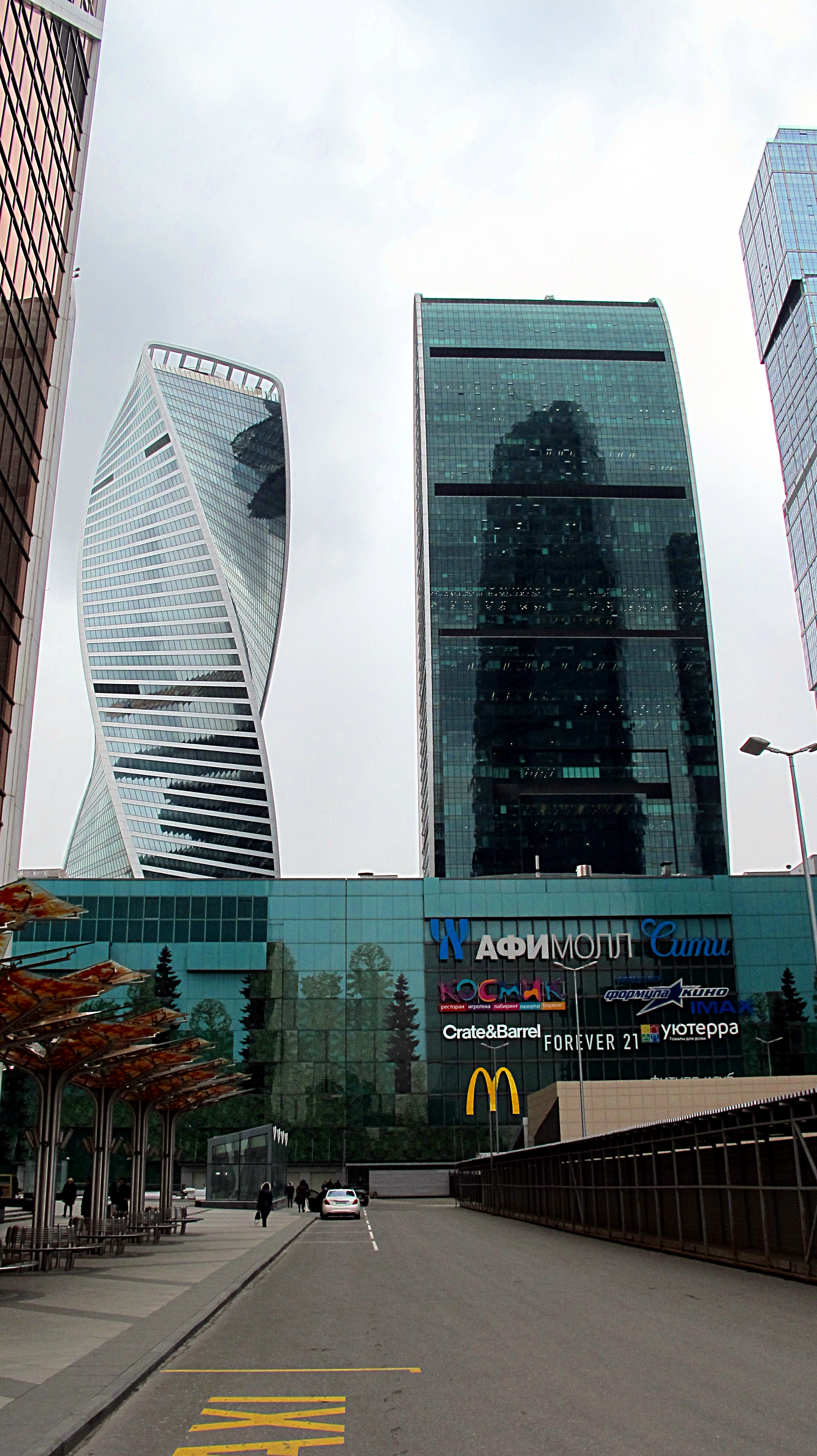
Афимолл Сити
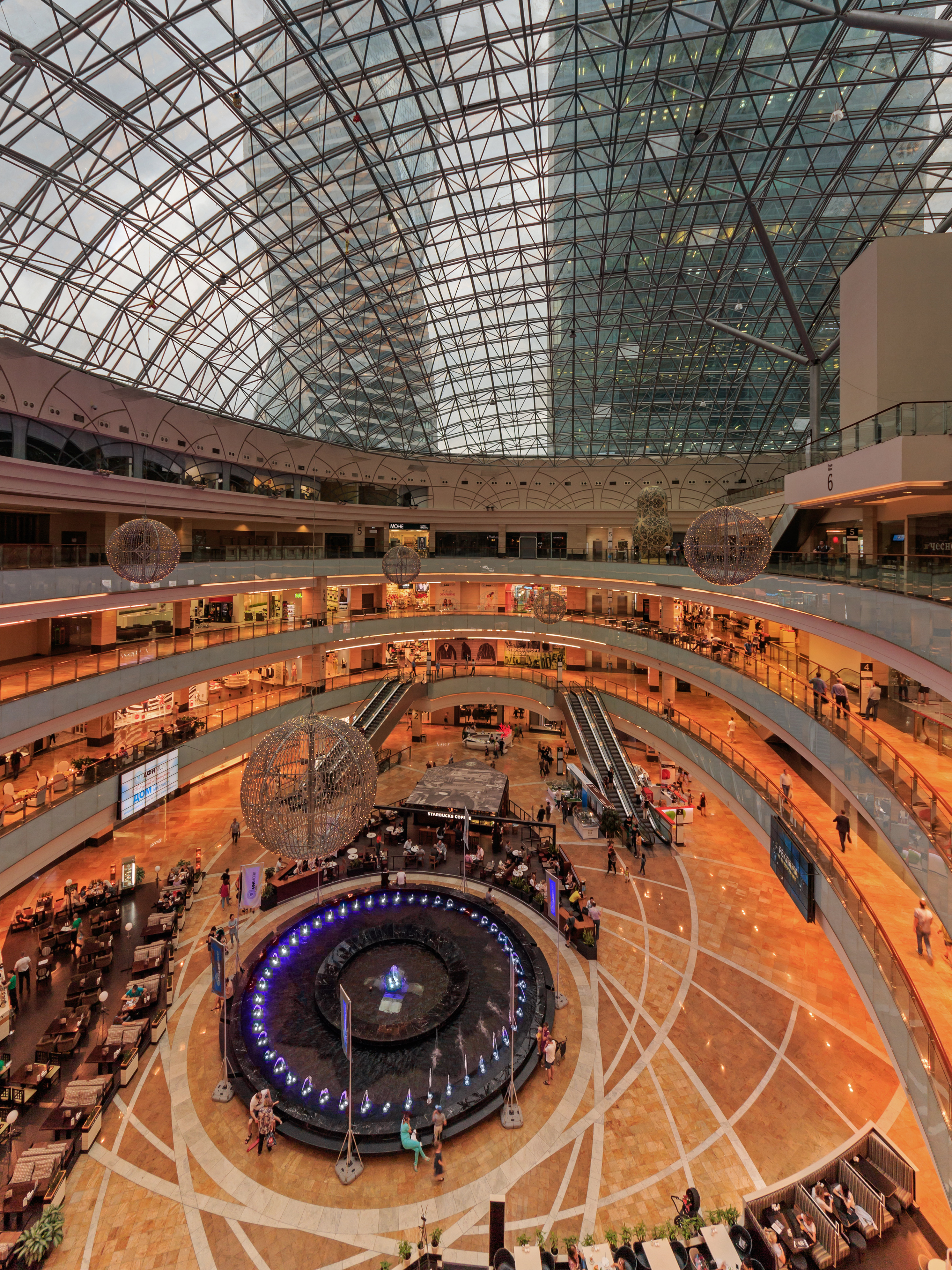
Интерьер
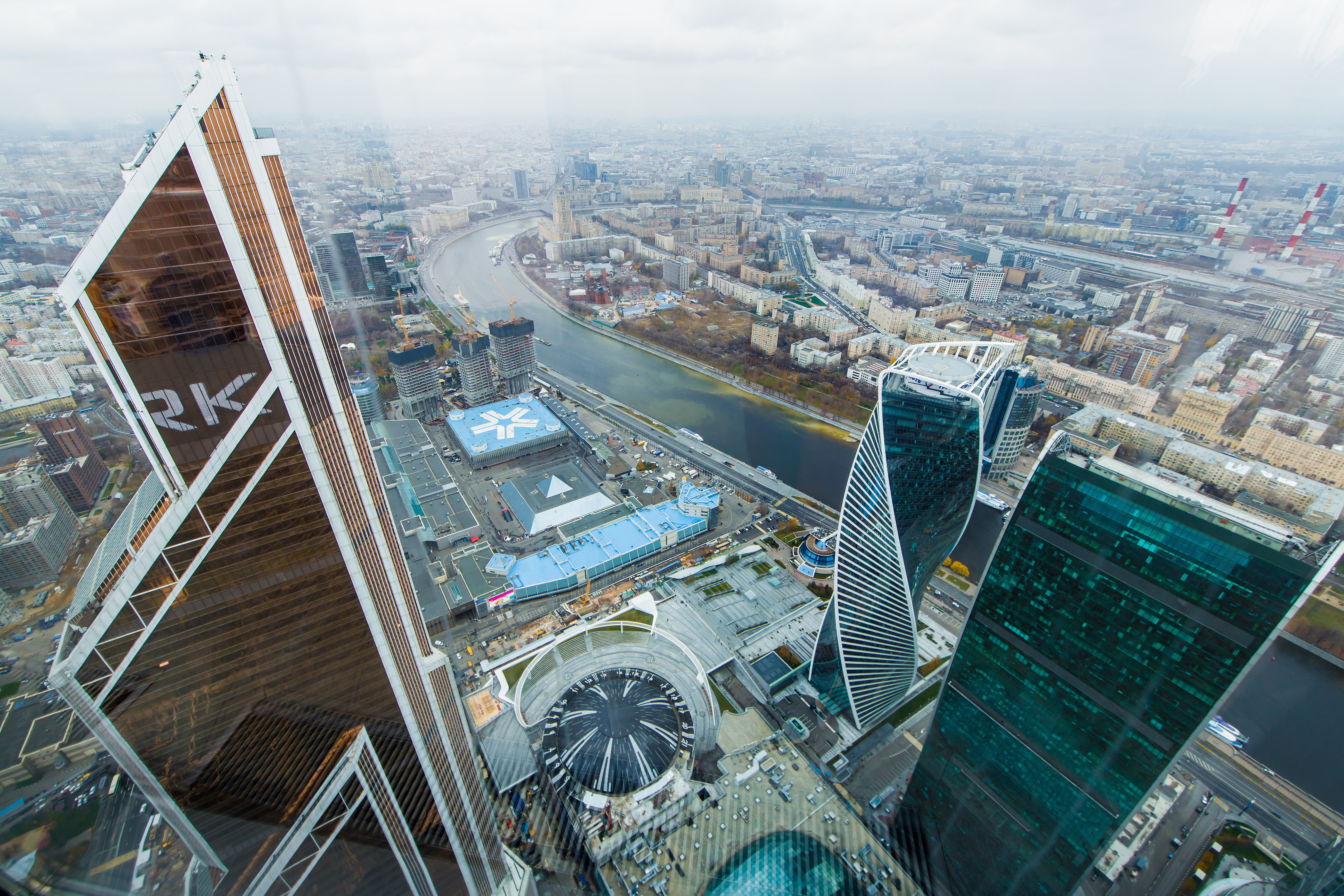
Киноконцертный зал АфиМолл Сити и Экспоцентр
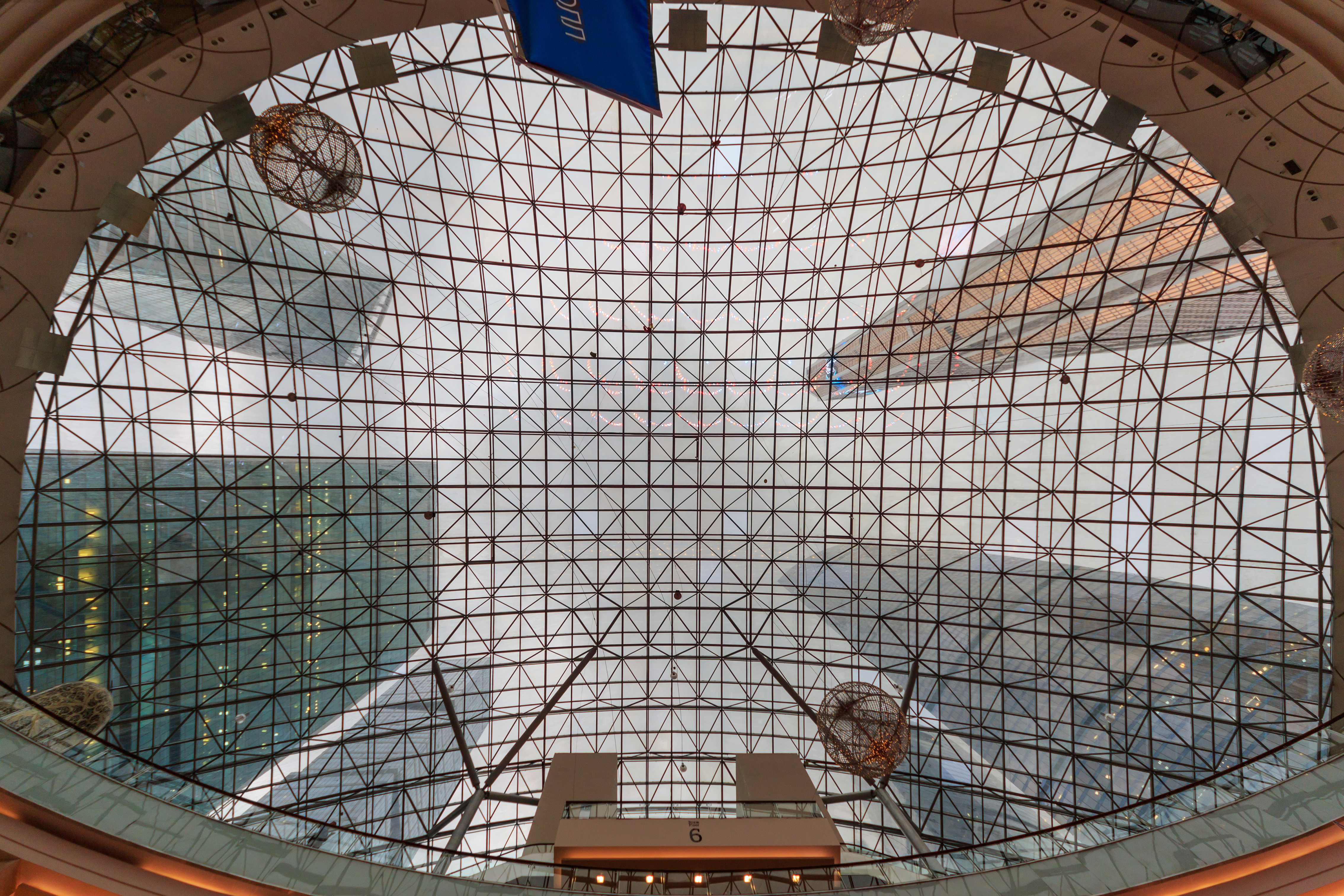
Стеклянный купол
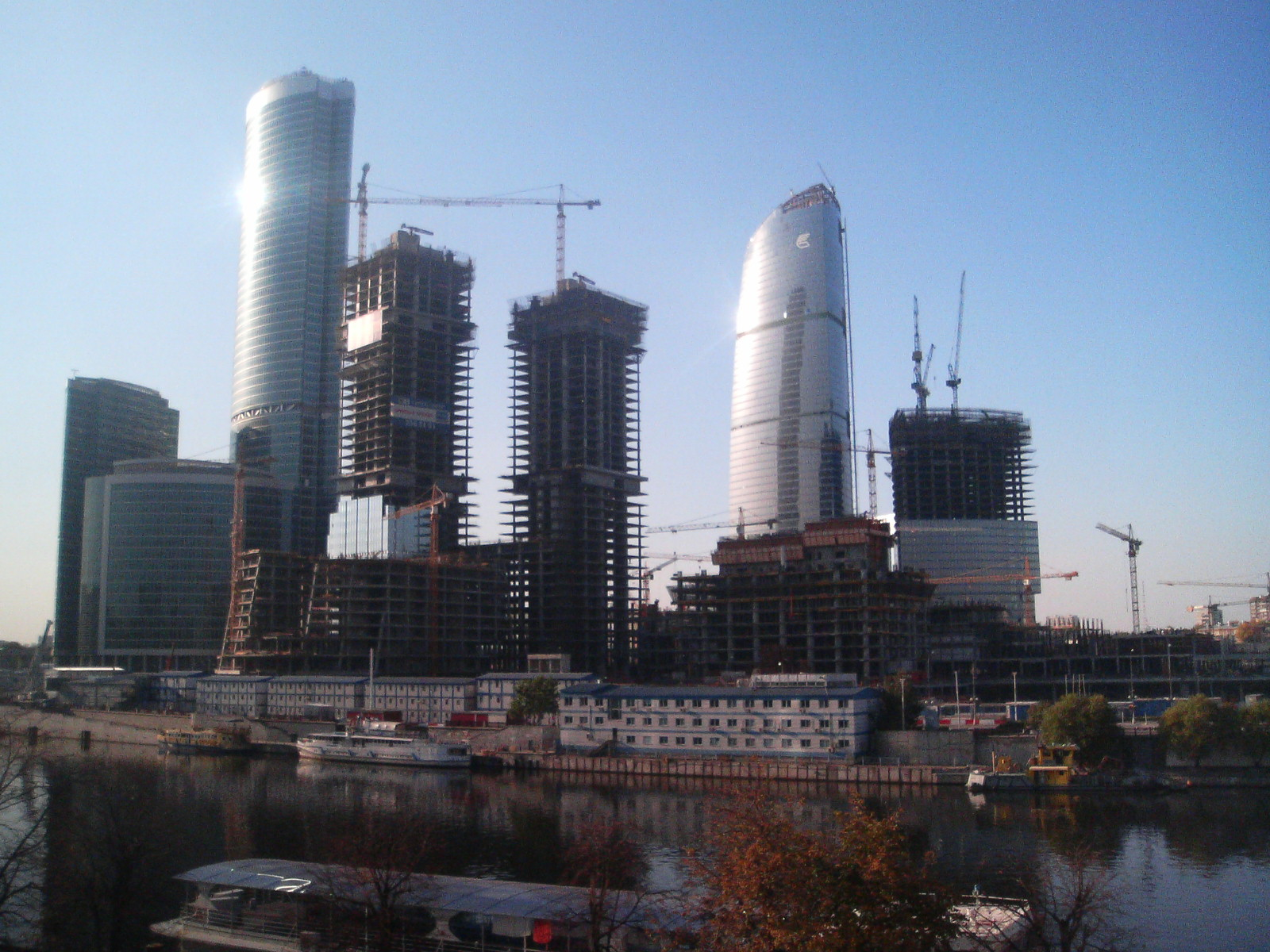
Москва сити 2007 Афимолл сити самый крайний справа. Строятся 6-7 этажи